# Charles Nelson Reilly
Charles Nelson Reilly (13 de janeiro de 1931 – 25 de maio de 2007) foi um ator, comediante, diretor e professor de drama, conhecido pelo seus papéis comediantes em palcos, filmes e televisão. Ganhou um prêmio do Tony Awards pelo seu papel de Bud Frump em How to Succeed in Business Without Really Trying.